# Alexis Bodiot
Alexis Bodiot, nacido el 3 de mayo de 1988 en Creil, es un ciclista francés miembro del equipo Armée de terre. 

## Palmarés
2009 (como amateur)
- 1 etapa del Tour de Normandía